# Bătălia de la Sevastopol
Pentru asediul Sevastopolului din timpul războiului Crimeii vedeți Asediul Sevastopolului (1854-1855)
Bătălia de la Sevastopol a fost o luptă (30 octombrie 1941 - 4 iulie 1942) dintre forțele Axei (germane și române) și cele ale Uniunii Sovietice terminată cu cucerirea bazei navale de la Marea Neagră în timpul celui de-al doilea război mondial. În această bătălie s-au folosit câteva dintre cele mai mari piese de artilerie (calibrul  (200 – 800 mm) pe care le avea armata germană la acea vreme.

## Forțele
Armata a 11-a germană (Erich von Manstein) care a asediat Sevastopolul, avea în 1942, la asaltul final, 9 divizii de infanterie germană, 2 divizii de vânători de munte și una de infanterie română, care se bucurau de sprijinul unor unități de tancuri (150 de tancuri), aviație, și artilerie (cele mai mari piese de artilerie concentrate pe un sigur câmp de luptă de germani). 
- Corpul german de armată al 54-lea
  - Divizia de infanterie a 22-a (Ludwig Wolff)
  - Divizia de infanterie a 24-a
  - Divizia de infanterie a 50-a
  - Divizia de infanterie a 132-a
- Corpul german de armată al 30-lea (Hans von Salmuth)
  - Divizia de infanterie ușoară a 28-a
  - Divizia de infanterie a 72-a
  - Divizia de infanterie a 170-a
- Corpul vânătorilor de munte
  - Divizia I de vânători de munte
  - Divizia a 4-a de vânători de munte
  - Divizia a 18-a de infanterie

Apărarea Sevastopolului era asigurată în principal de marinarii Flotei Mării Negre și de pușcașii marini. Garnizoana orașului era formată din o brigadă, trei regimente și 19 batalioane de pușcași marini, în total 23.000 oameni, 150 de tunuri de câmp și de coastă și 82 de avioane. Zona orașului era puternic fortificată cu 82 de cazemate cu tunuri navale, cu cuiburi pentru 220 mitraliere din pământ și bușteni, 33 km de șanțuri antitanc, 56 km de garduri de sârmă ghimpată și câmpuri minate cu 9.600 mine antipersonal.

## Cucerirea Peninsulei Crimeea

### Asaltul de la Perekop
Armata a 11-a de sub comanda lui von Manstein avea ca obiectiv cucerirea Crimeii, ceea ce ar fi securizat flancul drept al Grupului de Armate Sud în timpul înaintării acestuia din urmă în Rusia de Sud. De asemenea, Hitler considera că Peninsula Kerci poate fi folosită ca punct de lansare a invaziei în Caucaz. 
Von Manstein, considerând că lupta care avea să vină era una foarte grea, a oprit atacul și a dislocat mai multe forțe în Crimeea. Datorită încetinirii generale a ritmului înaintării forțelor Axei pe frontul de răsărit, cum forțele sovietice se plasaseră pe pozițiile pregătite din vreme, redistribuirea forțelor germane în Crimeea a fost posibilă fără dezorganizarea atacului principal al Wehrmachtului. 
Deși forțele sovietice din Crimeea numărau cam 235.000 de oameni, numai aproximativ 50.000 se aflau în Istmul Perekop, care leagă peninsula de continent. Deși la începutul luptelor a părut că această situație este problematică pentru sovietici, s-a dovedit până la sfârșit că această plasare a efectivelor a permis unui mare număr de soldați ruși să evite căderea în prizonierat, după ce istmul a fost cucerit de germani. Numărul și așa mic de apărători ai istmului a fost redus și mai mult de pierderile cauzate de ordinul de atac dat de Stalin, atac încheiat cu o înfrângere, care a avut ca rezultat imediat punerea în pericol a lucrărilor la fortificațiile din peninsulă. 
Bătalia pentru Crimeea a început pe 24 septembrie 1941 cu atacul în zona îngustă a istmului. După o luptă grea de 5 zile, în care timp sovieticii au opus o rezistență puternică beneficiind de un sistem defensiv adânc pe 16 km, forțele germane au reușit să cucerească istmul desi erau in inferiorietate numerica. După acest moment, mai multe unități desemnate să lupte inițial sub  comanda lui  von Manstein au fost trimise în alte zone ale frontului de răsărit. Astfel  Leibstandarte Adolf Hitler și Corpul de vânători de munte al 49-lea  au fost trimise pe Nipru în ajutorul Grupului I Panzer, iar cea mai mare parte a trupelor române a fost de asemenea retrasă. În schimb, von Manstein a primit ca întăriri două divizii de infanterie. 
A doua fază a cuceririi Crimeii a fost reprezentată de atacul spre Perekop pe 18 octombrie 1941. Această nouă operațiune s-a desfășurat de-a lungul a 10 zile de lupte grele. Cele șase divizii germane luptau acum împotriva a opt divizii de infanterie și a patru divizii de cavalerie sovietică, din care unele fuseseră aduse pe calea apelor din Odessa pe 16 octombrie 1941. Trebuie subliniat faptul că o divizie sovietică, chiar cu efectivul complet, număra doar jumătate din efectivul unei divizii germane, iar unele dintre unitățile sovietice avuseseră pierderi importante în timpul luptelor de la Odessa. Datorită terenului, von Manstein a trebuit să atace frontal pozițiile sovietice întărite, în condițiile superiorității aeriene, în soldați și în blindate ale apărătorilor. Cu toate aceste, pe 28 octombrie, defensiva sovietică a cedat, iar Crimeea a fost cucerită aproape în întregime.
Armata a 11-a germană a pornit în ciuda pierderilor grele suferite în luptă în urmărirea inamicului. Von Manstein a raportat capturarea a aproximativ 100.000 de soldați sovietici și 700 de tunuri. Sursele sovietice oferă o cifră mai modestă, de numai 68.000 de soldați morți, dispăruți, răniți și prizonieri. Până pe 16 noiembrie 1941, întreaga Crimee, cu excepția Sevastopolului, era în mâinile germanilor. Toți rușii din Crimeea au fost capturați cu excepția Sevastopolului.

### Prima ofensivă împotriva Sevastopolului
Germanii au lansat un atac rapid împotriva Sevastopolului pe 30 octombrie 1941, fiind aruncate în luptă două divizii de infanterie și o brigadă motorizată. Germanii au încercat să intre în oraș dinspre nord, nord-est și est, dar au fost respinși. După aceasta, germanii au încercuit orașul. În acest timp, apărătorii orașului au primit ajutoare pe mare, primind un  mare număr de soldați dintre cei care fuseseră evacuați de la Odessa. Pe 11 noiembrie, 60.000 de soldați ai Axei au lansat un atac pregătit cu mai mare grijă, dar după zile de lupte grele au fost nevoiți să înceteze luptele in urma unor debarcări sovietice în est și sud (26 decembrie 1941). Această modificare a planului s-a datorat hotărârii lui von Manstein de a ataca trupele sovietice debarcate la Kerci. 
Germanii au adus în zonă și cea mai mare piesă de artilerie de care dispuneau în acel moment, tunul de 31 ½ inch Schwerer Gustav, care urma să sprijine un nou atac. Artileria germană a început un bombardament de cinci zile, în timpul căruia sovieticii au afirmat că s-ar fi folosit și proiectile cu gaze toxice. Pe 17 decembrie 1941, șase divizii germane de infanterie și două brigăzi române, cu 1.275 de tunuri și mortiere, peste 150 de tancuri și 300 de avioane au lansat un al doilea atac. Condițiile meteo dificile de la începutul iernii au împiedicat acțiunile Luftwaffe, iar pe sovietici i-a ajutat să întărească defensiva. Pe 21 decembrie, în condițiile în care germanii ajunseseră la numai 2 km de țărmul Golfului Severnaia și se pregăteau de atacul final, sovieticii au lansat un contraatac care i-a îndepărtat pe germani de țintele ofensivei lor. Până pe 4 ianuarie 1942, înaintarea tuturor unităților Axei fusese stopată. În scurtă vreme, a început ofensiva de iarnă sovietică, care avea să producă așa-numita „criză de iarnă a Wehrmachtului”.

### Debarcarea sovietică de la Kerci
Pe 26 decembrie 1941, sovieticii au debarcat la Kerci, iar pe 30 decembrie au executat o altă debarcare la Feodosia, cu un total de 41.930 de soldați. Trupele debarcate au fost rapid și eficient întărite. Debarcarea era o încercare de recucerire a inițiativei în Crimeea și de scădere a presiunii asupra Sevastopolului, pe care von Manstein se pregătea să-l atace pentru a treia oară, în ciuda condițiilor climaterice foarte grele. Succesele inițiale ale atacurilor sovieticilor i-a făcut să-și planifice în continuare un atac împotriva Istmului Perekop. 
Singurele forțe ale Axei din zona Kerci erau  Divizia a 46-a de infanterie germană (Hans Graf von Sponeck) și un regiment român de vânători de munte. Deși Manstein a interzis retragerea, von Sponeck și-a condus divizia într-o retragere prin luptă spre poziții mai ușor de apărat (Sponeck a fost ulterior condamnat de tribunalul militar), în acest timp pierzând aproape tot echipamentul greu de luptă. De-abia în zona Parpaci a putut fi oprită ofensiva sovietică. Soldații sovietici au lansat o serie de atacuri începând de pe 9 aprilie 1942 cu șase divizii și 160 de tancuri, dar au eșuat complet în încercarea lor după numai două zile. 

### Contraofensiva germană
Pe 8 mai 1942, Armata a 11-a germană a lansat o operațiune cu numele de cod Unternehmen Trappenjagd, care avea ca obiectiv alungarea trupelor sovietice din zona Kerci și reluarea atacurilor împotriva Sevastopolului. Sovieticii aveau în acel moment în Crimeea 17 divizii de infanterie și mai multe brigăzi independente. Forțele Axei erau compuse din 7 divizii de infanterie (inferioritate față de ruși) și o divizie Panzer.  O treime din forțele Axei era formată din români. După o serie de manevre de simulare a unui atac spre nord, Armata a 11-a a străpuns liniile sovietice în sud și spre centru, alungând-i pe ruși până aproape de Strâmtoarea Kerci. Pe 8 mai, peste 170.000 de soldați sovietici au căzut prizonieri, conform afirmațiilor lui von Manstein. Sovieticii au afirmat la rândul lor că au evacuat peste 140.000 de soldați, unii dintre ei răniți. Krivoșeev consideră că pierderile totale sovietice au fost de 176.566, ceea ce confirma afirmațiile lui von Manstein.

## Cucerirea Sevastopolului

### Bombardarea orașului
După alungarea sovieticilor din Crimeea, atenția germanilor s-a îndreptat din nou spre Sevastopol. Pentru a cuceri orașul, von Manstein a primit câteva dintre cele mai mari tunuri construite vreodată, printre altele mortiere de 600 mm și tunul pe cale ferată „Dora” de 800 mm. „Dora” a fost instalat în palatul fostului han al tătarilor din Bahcisarai, fiind deservit de câteva mii de soldați. Nu a adus multe foloase asediului, reușind însă odată să penetreze acoperișul unui depozit subteran gros de aproximativ 30 m.
Pe 21 mai 1942, germanii au lansat o nouă serie de bombardamente aeriene și de artilerie. Pe 2 iunie toate resursele Luftflotte 4 ale Luftwaffe de sub comanda lui Wolfram von Richthofen au declanșat un atac de cinci zile. Pe 7 iunie, germanii au dat un nou asalt asupra liniilor de apărare.

### Începutul asaltului
Planul lui Von Manstein pentru atacul final asupra Sevastopolului, Unternehmen Storfang (Operațiunea prinderea sturionului), considera că porturile din Golful Severnaia erau de importanță vitală pentru aprovizionarea apărătorilor, cucerirea lor având să asigure cucerirea Sevastopolului fără ca germanii să mai fie nevoiți să mai lupte din greu. De vreme ce atacul dinspre nord spre sud oferea o cale spre litoralul golfului mai ușor de cucerit, von Manstein a hotărât să facă principalul efort de luptă aici prin intermediul Corpului al 54-lea german, care era format din cinci divizii și urma să fie întărit cu încă una în timpul atacului. În plus, trebuia dat un atac pe direcția est-vest de către Corpul al 30-lea german (compus din trei divizii) în zona enclavelor sudice pentru a-i opri pe sovietici să transfere trupe peste Golful Severnaia pentru a-și întări flancul nordic cel mai amenințat. Fiecare corp de armată german era sprijinit în atac de unități românești mai mici. Acest plan nu lua în seamă faptul că aprovizionarea sovietică a enclavei nu putea fi reluată până în toamnă, când condițiile meteo ar fi interzis acțiunile Luftwaffe. Sovieticii, conștienți de acest fapt, aprovizionaseră în cantități importante Sevastopolul mai înainte de atacul forțelor Axei. Astfel, nici Golful Severnaia nici regiunea de coastă nu reprezentau pentru sovietici puncte vitale pentru rezistență și capturarea lor de germani nu reprezenta o pierdere capitală. 
Centura exterioară defensivă a fost străpunsă pe 16 iunie 1942, și Corpul al 54-lea de armate a cucerit cea mai mare parte a coastei nordice a golfului, dar în flancul atacatorilor rămăseseră pungi de rezistență care amenințau nu numai flancul dar și spatele atacatorilor. În schimb, în vest, atacul Corpului al 30-lea de armate a fost oprit de linia defensivă foarte puternică, așa-numita „linie Sapun”. În acest moment a devenit clar că von Manstein supraestimase efectul cuceririi Golfului Severnaia și a porturilor de aici. 
În noaptea de 28 iulie, von Manstein a lansat un atac amfibiu în încercarea de a ocoli prin flanc „linia Sapun”. Această operațiune a fost una foarte costisitoare pentru care flotila germană s-a dovedit total nepregătită, în timp ce aviația și artileria germană, în ciuda tuturor eforturilor lor, nu au reușit să distrugă sistemul subteran de apărare și comunicații sovietice. Germanii au atacat cu violență, dar apărătorii sovietici au reușit să reziste până la căderea nopții, când au primit întăriri. În ciuda faptului că atacul bătea pasul pe loc, von Manstein a trimis noi trupe în luptă.

### Străpungerea liniilor defensive
Pornind de la nordul golfului Severnaia, forțele Corpului al 30-lea au lansat un atac amfibiu surpriză cucerind, sudul Golfului Severnaia, străpungând defensiva sovietică. Celelalte trupe germane și române au reușit la rândul lor să depășească defensiva sovietică. După ce ambele capete ale liniei defensive au fost cucerite, în ciuda încercărilor sovieticilor de a rezista, apărătorii au fost nevoiți să se retragă. Comandantul sovietic Petrov a dat ordin de retragere spre vest spre Capul Hersones, unde existau depozite de arme, muniție și alimente și linii defensive pregătite din vreme. Aici sovieticii doreau să continue rezistența. Trupele germane epuizate nu au fost capabile să pornească imediat în urmărirea rușilor, aceștia din urmă având timp să se pregătească din nou de luptă. Von Manstein a ordonat executarea unui bombardament masiv asupra orașului Sevastopol pentru distrugerea liniilor defensive.

### Ultimele zile ale asediului
Datorită înaintării Armatei a 11-a germane, celor mai importanți generali și amirali sovietici li s-a ordonat să se îmbarce pe submarine și să fugă din oraș. Orașul a fost cucerit pe 29 iunie 1942. Au fost capturate un crucișător ușor, patru distrugătoare, patru vase de transport și două submarine. Soldații sovietici au continuat să lupte chiar și după ce instalațiile defensive fuseseră distruse de tirurile artileriei germane. Fumul exploziilor și incendiilor, despre care s-a pretins că ar fi fost datorat folosirii de către germani a armelor chimice, i-a silit pe apărători să părăsească buncărele și fortificațiile. În ciuda tuturor eforturilor, germanilor le-au mai trebuit 27 de zile ca să desăvârșească cucerirea orașului. Pe 4 iulie, a fost cucerit Hersonesul și, în sfârșit, Sevastopolul era definitiv cucerit. Hitler, încântat de vestea cuceririi orașului, i-a telefonat lui von Manstein și l-a elogiat, numindu-l „Cuceritorul Sevastopolului” și felicitându-l pentru înaintarea la gradul de Generalfeldmarschall. În ciuda cuceririi Sevastopolului, în peșterile din peninsulă au mai rezistat mici grupuri de sovietici până pe 9 iulie. De asemenea mai rămăseseră o serie de pungi a căror distrugere nu s-a încheiat până târziu în toamnă.

### Urmări
Germanii au pretins că au luat peste 90.000 de prizonieri sovietici și că au ucis cu mult mai mulți. Aceste declarații par exagerate, sursele sovietice amintind că Sevastopolul avea o garnizoană de 106.000 de oameni și a primit numai 3.000 de soldați ca întăriri de-a lungul întregii perioade a asediului, în vreme ce 25.167 persoane au fost evacuate la ordinul lui Stalin, cei mai mulți fiind soldați răniți și ofițeri. 
Mărturiile sovietice amintesc de numărul foarte mic de apărători care au supraviețuit atacului german. Von Manstein nota că sovieticii au preferat în mai multe ocazii să se arunce în aer odată cu germanii care le cuceriseră pozițiile decât să se predea. De asemenea, Von Manstein punea această comportare pe seama lipsei de milă a comisarilor politici și a „disprețului pentru viața omenească a acestei puteri asiatice”. 
Von Manstein a afirmat că a pierdut doar 24.000 de oameni, o cifră care este considerată prea mică. Această cifră exclude pierderile românilor, care au luptat cot la cot cu germanii și au avut o contribuție decisivă la obținerea victoriei. De asemenea, cifra raportată de von Manstein nu ia în socoteală pierderile germanilor din timpul eliminării punctelor de rezistență sovietică din peșterile din peninsulă și din timpul curățării regiunii de ultimele pungi ale soldaților sovietici. Von Manstein a fost înaintat la gradul de feldmareșal. Hitler și apropiații lui au fost profund impresionați de duritatea demonstrată în timpul luptelor de von Manstein. Mulți militari români au fost decorați de armata germana cu Crucea de Fier ca urmare a bravurii în lupte.
Deși a fost încheiată cu o victorie, cucerirea Sevastopolului le-a luat germanilor mult mai mult timp decât prognozaseră la începutul asediului. Operațiunea Blau și înaintarea Grupului de Armate Sud spre Stalingrad și Caucaz a fost lipsită de sprijinul Armatei a 11-a germane întrucât a fost dirijată pe alte fronturi.